# اتفاق عدن 1980
اتفاق عدن هو اتفاق وقُع عام 1980م بناءً على بيان صنعاء الذي وقع عليه علي ناصر محمد الأمين العام للجنة المركزية للحزب الاشتراكي اليمني، رئيس هيئة الرئاسة، رئيس الوزراء بالشطر الجنوبي، والرئيس السابق علي عبد الله صالح رئيس الجمهورية اليمنية آن ذاك بالشطر الشمالي، و تم القاء في عدن في الفترة من 3 مايو إلى 6 مايو من عام 1980م، بين عبد العزيز عبد الغني وعلي ناصر محمد وذلك لتعزيز وتنسيق الاتصالات بين الشطرين في جميع المجالات وفي مقدمتها المجال الاقتصادي الحي، وتمهد الطريق للوحدة، أمل جماهير شعبنا في الشطرين،و تم الاتفاق على ما يأتي:-

## في قطاع الصناعة
أ- بناء مصنع لتموين الشطرين بالبوتاجاز
ب- تكرير متطلبات الشمال من المنتجات النفطية في مصفاة عدن.
ج- إقامة المشاريع المشتركة في مجال التكرير والبتروكيماويات.

## المعادن
أ- التنسيق بين الشطرين فيما يتعلق بالتنقيب عن المعادن في الشطرين ووضع خارطة جيولوجية لأغراض ذلك وإعداد الدراسات لاستغلال المعادان ذات الجدوى الاقتصادية.
ب- إقامة مختبر مركزي لأغراض التنقيب عن المعادن والتنسيق بين المختبرات القائمة حالياً.
3- قطاع المواصلات:
أ- إنشاء شرطة يمنية مشتركة للنقل البري
ب- إنشاء شركة يمنية مشتركة للنقل البحري
4- قطاع المصارف:
أ- زيادة دور الجهاز المصرفي لخدمة التبادل التجاري بين الشطرين وتكليف البنوك المركزية لمتابعة ذلك.
ب- تشكيل لجنة لدراسة أسس الوحدة النقدية والنظام المصرفي والهيئات التنفيذية الخاصة بهذا القطاع.

## قطاع الإحصاء وخطط التنمية
أ- التنسيق بين جهات الاختصاص في الشطرين لتوحيد الإحصائيات المختلفة وأسس الاحتساب والتنسيق بين خطط التنمية.

## قطاع السياحة
أ- تكوين شركة يمنية مشتركة للسياحة اليمنية والاستفادة من الشركات السياحية العربية والأجنبية لتنشيط هذا القطاع.
ب- إقامة مشاريع الفنادق اليمنية المشتركة والدخول مع طرف ثالث لتمويل هذه المشاريع.

## المعارض
أ-العمل على إقامة معارض مشتركة للمنتجات ذات المنشأ اليمني في الشطرين بشكل دوري.

## متابعة الجماهيرية العربية الليبية الشعبية الاشتراكية
كانت متابعة الجماهيرية العربية الليبية الشعبية الاشتراكية من أجل تنفيذ طريق الوحدة (إب/ قعطبة/ دكيم).
وكذا العمل على تشجيع مساهمة الرأسمال الوطني والعربي والصناديق العربية في المشاريع الاقتصادية الحيوية وفقا لقوانين الشطرين.